# Andrija Artuković
Andrija Artuković (Ljubuški, 1899. november 19. – Zágráb, 1988. január 16.) horvát ügyvéd, politikus, az ultranacionalista usztasa mozgalom vezető tagja volt, a Független Horvát Állam (NDH) belügyminisztere és igazságügy-minisztere a második világháború idején. Számos faji törvényt írt alá szerbek, zsidók és romák ellen, és számos koncentrációs táborért volt felelős, amelyekben több mint 100 000 civilt kínoztak meg és gyilkoltak meg. A háború után az Egyesült Államokba szökött, ahol 1986-ig élt, amíg ki nem adták Jugoszláviának. Az NDH-ban elkövetett számos tömeggyilkosság miatt bíróság elé állították és bűnösnek találták. Halálra ítélték, de az ítéletet életkora és egészségi állapota miatt nem hajtották végre. 1988-ban az őrizetben halt meg.

## Élete és pályafutása
Andrija Artuković 1899. november 19-én született az osztrák-magyar megszállás alatt álló Hercegovinában, a Ljubuški közelében fekvő Klobukban, Marijan Artuković és Ruža Rašić gyermekeként. Egyike volt a 14 testvérnek, akik egy farmon nevelkedtek. A közeli Široki Brijegben található kolostor által fenntartott ferences gimnáziumban tanult, majd 1924-ben a Zágrábi Egyetemen szerzett jogi doktorátust. 1926-tól a Jugoszláv Királyság Lika régiójában fekvő Gospićban praktizált jogászként.
1929-ben csatlakozott az akkor megalakult horvát nacionalista Usztasa szervezethez, és 1932-ben egyik szervezője volt az ún. kis Velebit felkelésnek, amely során usztasák egyik csoportja egy jugoszláv csendőrállomás elleni támadást hajtott végre. Artuković a felkelés kezdete előtt elmenekült Jugoszláviából, és augusztus 31-én Fiumén keresztül Velencébe szökött. Olaszországba érkezéskor az Usztasa legfelsőbb vezetője, Ante Pavelić kinevezte az usztasa főhadiszállás adjutánsává és az összes olaszországi usztasa parancsnokává, Artuković pedig felvette a „Hadžija” (zarándok) álnevet. A felkelést, amelynek megszervezésében segített, a jugoszláv hatóságok gyorsan és brutálisan leverték, ami az usztasáknak közfigyelmet és némi tekintélyt hozott.
Olaszországban Artuković összeütközésbe került az usztasa Mijo Babić („Giovanni”) híveinek egy csoportjával. 1933 végén elhagyta az országot. Ezt követően Budapestre, majd Bécsbe ment, ahol letartóztatták és 1934 márciusában rövid ideig fogva tartották, majd kiutasították Ausztriából. Visszatért Budapestre, majd miután október elején Milánóban találkozott Pavelić-csel, Londonba utazott. Ott tartóztatták le, miután I. Sándor jugoszláv királyt usztasák meggyilkolták Marseille-ben, Franciaországban.
Letartóztatása után átadták a francia hatóságoknak, és három hónapot töltött egy párizsi börtönben. 1935 januárjában kiadták Jugoszláviának, majd 16 hónap belgrádi börtön után az Államvédelmi Bíróság felmentette. 1936. április 16-án szabadult, és mielőtt májusban Ausztriába utazott rövid időre visszatért Gospićba. Később Németországba ment, ahol részt vett az usztasa propaganda terjesztésében. 1937 elején Berlinben élt, amikor a Gestapo kihallgatta, és a letartóztatás elől Franciaországba menekült. Ezt követte egy budapesti kitérő, majd visszatért Berlinbe. Az 1930-as évek végére az usztasák átvették pénzügyi támogatójuk és védelmezőjük, Olaszország fasiszta elveit.

### A Független Horvát Államban
1941 márciusának végén Jugoszlávia csatlakozott a tengelyhatalmakhoz, de két nappal később a szövetségeseket támogató államcsíny megdöntötte a szerződést aláíró kormányt. Válaszul Adolf Hitler úgy döntött, hogy megtámadja és feldarabolja Jugoszláviát. A németek vezette jugoszláviai invázió április elején legyőzte a jugoszláv hadsereget, és az országot felosztották a tengelyhatalmak között. Slavko Kvaternik, a Jugoszláviában tartózkodó legrangosabb usztasa 1941. április 10-én kikiáltotta a Független Horvát Államot, mire Artuković visszatért Zágrábba. Április 12-én Kvaternik ideiglenes kormányt alakított, amelybe Artukovićot is bevette. Pavelić április 15-én érkezett Zágrábba, és másnap Artuković lett az első horvát kormány belügyminisztere. Pavelić megbízható belső körének tagjaként Artuković maradéktalanul végrehajtotta a kapott parancsokat.
Április 17-én Pavelić kihirdette a nép és az állam védelméről szóló törvényerejű rendeletet, hogy felhatalmazást adjon a szerbeket, zsidókat, romákat, valamint az usztasaellenes horvátokat és bosnyákokat célzó usztasa politikához. Halálbüntetés fenyegetésével megtiltotta, hogy bárki fellépjen a horvát nép és annak érdekei ellen. Az ilyen állítólagos bűncselekményeket egy a hadbírósághoz hasonló testületnek kellett elbírálnia. Április 22-én Artuković bejelentette, hogy az NDH kormánya ugyanúgy „megoldja a zsidókérdést”, mint a német kormány, majd egy héttel később újabb faji törvényeket adott ki, és terrorpolitikát hirdetett. Ezeket az első és az azt követő faji törvényeket homályosan fogalmazták meg, ami széles értelmezést tett lehetővé. A törvények betartatásával megbízott szervezet a Közrendészeti és Biztonsági Igazgatóság volt, amely Artuković belügyminisztériumának volt alárendelve. Az igazgatóságot májusban hozták létre, és Eugen "Dido" Kvaternik, Slavko Kvaternik fia vezette.
Időközben Artuković részt vett a horvát-olasz határtárgyalásokon, amelyek 1941. április 25-én Pavelić és gróf Galeazzo Ciano olasz külügyminiszter között zajlottak az olaszok által annektált Ljubljanában. Az olaszok az Adria teljes keleti partját követelték, de Pavelić ellenajánlatot tett Dalmácia azon részére, amelyet az 1915-ös titkos londoni szerződés Olaszországnak ajánlott fel. A korábbi Pavelić-Ciano megállapodás lett az alapja a Római Szerződéseknek, amelyek ezeket a területeket Olaszországnak engedték át, és Artuković is elkísérte Pavelićet a szerződések május közepén történő aláírására.
Június 6-án Artuković elkísérte Pavelićet Adolf Hitlernél tett látogatása során. 1942. február 24-én, a horvát parlament nyitó ülésén Artuković bejelentette a horvát ortodox egyház létrehozását, amely az NDH-n belül élő szerbek számára a Szerb Ortodox Egyház helyébe lépett. Ugyanebben a beszédben megígérte, hogy az NDH radikálisabb lépéseket fog tenni a zsidók ellen, mint a náci Németország, és az NDH zsidó népességét „telhetetlen és mérgező élősködőknek” nevezte, akiket elpusztítanak. Kijelentette, hogy a horvátok kénytelenek szolgálni a zsidókat „mocskos profitjuk” és „materialista és kapzsi" ambícióik elérése érdekében. Ez a beszéd volt az előzménye a horvát zsidók elleni szisztematikus kampánynak, amely magában foglalta az NDH koncentrációs táboraiba és a német megsemmisítő táborokba való tömeges deportálásokat. Az 1942. október 10-i kormányátalakítás után Artuković igazságügyi és vallásügyi miniszter, majd 1943. április 29-től 1943. október 1-ig ismét belügyminiszter volt. 1943. október 11-től a Független Horvát Állam 1945. május 8-i összeomlásáig volt államtitkár.

### Emigrációban
A kormány többi tagjával együtt 1945. május 6-án hagyta el Zágrábot. Ausztriába ment, ahol Spittal an der Drauban egy szövetséges táborban tartották fogva. 1945. május 18-án a britek kiadtak néhány horvát minisztert és Nikola Mandić miniszterelnököt a jugoszláv hatóságoknak. Artukovićot nem adták ki, és hamarosan szabadlábra helyezték a megmaradt miniszterekkel együtt. Elhagyta a brit megszállási övezetet, majd az amerikai zónán keresztül a francia megszállási övezetbe ment, ahol családja volt. 1946 novemberében átlépte az osztrák-svájci határt. Svájcban hamis névvel (Alois Anich) és hamis vízummal élt. 1947 februárjában Nansen-útlevelet kért a svájci hatóságoktól. Néhány hónappal később rájöttek a valódi kilétére. Svájc felajánlotta neki, hogy megtarthatja Nansen-útlevelét, feltéve, hogy ő és családja 1947. július 15-ig elhagyja Svájcot. Pontosan a határidő lejártának napján repültek Írországba. Körülbelül egy évvel később turistavízummal léptek be az Egyesült Államokba, és a kaliforniai Seal Beachen telepedtek le. A testvére tulajdonában lévő cégnél dolgozott. Megvádolt háborús bűnösként nem szerezhetett állampolgárságot az Egyesült Államokban, de vízumának lejárta után is az országban maradt.
1945 júliusában a megszállók és szövetségeseik bűneit vizsgáló jugoszláv állami bizottság háborús bűnösnek nyilvánította. A szocialista Jugoszlávia kormánya 1951. augusztus 29-én kérte a kiadatását. Kérelmük a horvát emigráns közösség és a Los Angeles-i római katolikus érsekség befolyása miatt a kaliforniai Los Angelesben hétéves bürokratikus késést szenvedett, mivel Artuković és családja fellebbezett. 1959. január 15-én Theodore Hocke amerikai biztos elutasította Jugoszlávia kiadatási kérelmét. A kiadatás megtagadását a következőképpen indokolták: „...mivel a kiadatási kérelemben foglalt bűncselekményeket a bíróság „politikainak” minősítette, ha Artukovicot Jugoszláviába deportálnák, fizikai üldözésnek lenne kitéve."  Amikor az Egyesült Államok Bevándorlási és Honosítási Szolgálata (INS) felvetette a náci Németország nagyszámú munkatársának és/vagy kollaboránsának az Egyesült Államokban való tartózkodásának jogalapjának kérdését, a jugoszláv hatóságok az Egyesült Államok Igazságügyi Minisztériuma Különleges Nyomozóbíróságának kezdeményezésére megújították Artuković kiadatására irányuló kérelmüket. Artukovićot 1984. november 14-én letartóztatták, és New Yorkban megkezdődött a bírósági eljárás.

### Bírósági pere
Artuković ellen az Egyesült Államok Igazságügyi Minisztériumának Különleges Nyomozói Hivatala a „balkáni hentesként” indított eljárást.  1986. november 11-én elrendelték Jugoszláviának való kiadatását, ahol a Zágrábi Kerületi Bíróságon bíróság elé állították. Bűnösnek találták a következő vádpontokban:
- 1941 elején elrendelte egy ügyvéd és a Jugoszláv Nemzetgyűlés volt tagja dr. Ješa Vidić meggyilkolását;
- 1941 végén elrendelte 450 férfi, nő és gyermek géppuskával történő meggyilkolását, mert nem volt hely számukra egy koncentrációs táborban;
- 1942-ben elrendelte Vrginmost város és a környező falvak teljes lakosságának meggyilkolását; és
- 1943-ban a Zágráb melletti Szamobor várában elrendelte több száz fogoly kivégzését úgy, hogy egy nyílt terepre hajtották őket, ahol géppuskával lelőtték, majd tankokkal összezúzták őket.

A bíróság úgy ítélte meg, hogy Artuković tettei „usztasa meggyőződéséből eredtek, amely szerint a szerbek, zsidók, cigányok, valamint az ideológiát be nem fogadó horvátok üldözése, koncentrációs táborba zárása és tömeges meggyilkolása része volt egy „tiszta” Horvátország megteremtésének.” Halálra ítélésekor a bíróság „kegyetlen gyilkosnak” minősítette, aki „a faj és a hit tisztaságának védelmében” és azzal a céllal, hogy megvalósítsa náci-fasiszta ideológiáját, [...] meggyilkoltatott, lemészároltatott, megkínoztatott, megnyomorított, és tengernyi szenvedésnek tette ki emberek ezreit, köztük nőket és gyerekeket." Halálra ítélték, de az ítéletet életkora és rossz egészségi állapota miatt nem hajtották végre.

## Halála
Artuković természetes halállal halt meg egy zágrábi börtönkórházban 1988. január 16-án. Fia, Radoslav tájékoztatást kért a jugoszláv hatóságoktól apja temetéséről. Jugoszláviában különleges törvényt fogadtak el, amely szerint a halálra ítéltek, de a kivégzés elől megmenekülők földi maradványait kivégzett személyekként kell kezelni. Nem világos, mi történt a maradványaival. 2010-ben – Artuković egyik fiának, a kaliforniai születésű Radoslavnak a kérésére – a Horvát Helsinki Bizottság elnöke, Ivan Zvonimir Čičak felszólította a hatóságokat, hogy vizsgálják ki, mi történt a maradványokkal.

### Könyvek
- The Dynamics of International Criminal Justice: Essays in Honour of Sir Richard May. Leiden, The Netherlands: BRILL (2005). ISBN 978-90-474-1780-4
- Bartulin, Nevenko. The Racial Idea in the Independent State of Croatia: Origins and Theory. BRILL (2013a). ISBN 978-90-04-26282-9
- Bartulin, Nevenko. Honorary Aryans: National-Racial Identity and Protected Jews in the Independent State of Croatia. Palgrave Macmillan (2013b). ISBN 978-1-137-33913-3
- Breitman, Richard. U.S. Intelligence and the Nazis. Cambridge University Press (2005). ISBN 978-0-521-61794-9
- Carmichael, Cathie. Ethnic Cleansing in the Balkans: Nationalism and the Destruction of Tradition. Routledge (2003). ISBN 978-1-134-47953-5
- The Routledge History of Genocide. Taylor & Francis (2015). ISBN 978-1-317-51483-1
- Crowe, David M.. Crimes of State Past and Present: Government-Sponsored Atrocities and International Legal Responses. Routledge (2013). ISBN 978-1-317-98681-2
- Kornberg, Jacques. The Pope's Dilemma: Pius XII Faces Atrocities and Genocide in the Second World War. Toronto, Canada: University of Toronto Press (2015). ISBN 978-1-4426-2828-1
- Lemkin, Raphael. Axis Rule in Occupied Europe. Clark, New Jersey: The Lawbook Exchange (2008). ISBN 978-1-58477-901-8
- Levene, Mark. Annihilation: Volume II: The European Rimlands 1939-1953. Oxford, England: Oxford University Press (2013). ISBN 978-0-19-968304-8
- Macdonald, David Bruce. Balkan Holocausts?: Serbian and Croatian Victim Centered Propaganda and the War in Yugoslavia. Manchester University Press (2002). ISBN 978-0-7190-6467-8
- Mojzes, Paul. Balkan Genocides: Holocaust and Ethnic Cleansing in the Twentieth Century. Rowman & Littlefield (2011). ISBN 978-1-4422-0663-2
- Paris, Edmond. Genocide in Satellite Croatia, 1941-1945: A Record of Racial and Religious Persecutions and Massacres. Chicago: American Institute for Balkan Affairs (1961)
- Popović, Jovo. Suđenje Andriji Artukoviću i što nije rečeno (horvát nyelven). Zagreb, Yugoslavia: Stvarnost (1986). ISBN 86-7075-066-X
- Pyle, Christopher. Extradition, Politics, and Human Rights. Temple University Press (2001). ISBN 978-1-56639-823-7
- Ramet, Sabrina P.; Jareb, Mario & Sadkovich, James J. (2007), "Personalities in the History of the NDH", in Ramet, Sabrina P., The Independent State of Croatia 1941–45, New York, New York: Routledge, pp. 95–100, ISBN 978-0-415-44055-4
- Ravlić, Slaven. Tko je tko u NDH (horvát nyelven). Zabreg, Croatia: Minerva, 11–12. o. (1997). ISBN 978-953-6377-03-9
- Tomasevich, Jozo. War and Revolution in Yugoslavia, 1941–1945: Occupation and Collaboration. Stanford, California: Stanford University Press (2001). ISBN 978-0-8047-3615-2
- Yeomans, Rory. Visions of Annihilation: The Ustasha Regime and the Cultural Politics of Fascism, 1941–1945. University of Pittsburgh Press (2013). ISBN 978-0-8229-7793-3

### Weboldalak
- „Andrija Artukovic, "Butcher of Balkans", Dies in Jail”, The Post-Standard , Advance Publications, 1988. január 19. (Hozzáférés: 2016. január 11.)
- Feigin, Judy and Mark M. Richard. „The Office of Special Investigations: Striving for Accountability in the Aftermath of the Holocaust”, US Department of Justice, Criminal Division, 2006. december 1., 239-258. oldal
- Jureško-Kero, Jadranka. „Radoslav Artuković, sin ministra u NDH: Želim pokopati oca!”, Večernji list , 2010. június 28. (Hozzáférés: 2012. március 4.) (horvát nyelvű)
- Rohrlich, Ted. „Artukovic, Extradited as Nazi War Criminal, Dies January 19, 1988”, Los Angeles Times , 1988. január 19. (Hozzáférés: 2015. január 5.)

## Fordítás
- Ez a szócikk részben vagy egészben  az   Andrija Artuković című angol Wikipédia-szócikk fordításán alapul.  Az eredeti cikk szerkesztőit annak laptörténete sorolja fel. Ez a jelzés csupán a megfogalmazás eredetét és a szerzői jogokat jelzi, nem szolgál a cikkben szereplő információk forrásmegjelöléseként.